# Gil Sinclair
Gil Sinclair is een stripreeks met Michel de Bom als schrijver en Walli als tekenaar. Walli is een pseudoniem van André Van der Elst. De eerste drie verhalen werden van 1990 tot 1992 voorgepubliceerd in het tijdschrift Hello Bédé. Het vierde verhaal verscheen rechtstreeks in albumvorm.
De verhalen van Gil Sinclair spelen zich af tegen de achtergrond van de Tweede Wereldoorlog. Lt. Sinclair is piloot in de Royal Air Force en zijn beste vriend Flint Bottleneck is boordschutter. Ze beleven hun avonturen in Burma, Egypte en nazi-Duitsland.

## Albums
Alle albums zijn geschreven door de Bom, getekend door Walli en uitgegeven door Le Lombard.
1. Het nepeiland
2. Het rode boekje
3. Operatie Adelaarsnest
4. Muurvast in Berlijn